# 西肯納邦克 (緬因州)
西肯納邦克（英語：West Kennebunk）是位於美國緬因州約克縣的一個普查規定居民點。

## 人口
根據2020年美國人口普查的數據，西肯納邦克的面積為9.01平方千米，當中陸地面積為9.01平方千米，而水域面積為0.00平方千米。當地共有人口1191人，而人口密度為每平方千米132.19人。